# Eme 15
EME15 fue una banda de pop latino mexicana compuesta por los seis actores principales de la serie de televisión de 2012, Miss XV de Nickelodeon Latinoamérica. La banda fue formada para la serie en la Ciudad de México por Televisa y el productor Pedro Damián en agosto de 2011. La música para el álbum de la banda fue producida y escrita por Carlos Lara y la ex cantante de pop-rock, Lynda Thomas. Eme 15 interpretó canciones incluidas en la serie de televisión, Miss XV.
El 18 de diciembre de 2013, se anunció oficialmente a los fanáticos a través de la cuenta oficial de Twitter de la banda que la banda se separaría luego de su concierto final el 5 de enero de 2014 en la Mega Feria Imperial de Acapulco en Acapulco, Guerrero, México.

## Integrantes
- Natasha Dupeyrón; es una actriz, modelo y cantante mexicana. Es hija del actor Humberto Dupeyrón y sobrina de la actriz Elizabeth Dupeyrón. Actuó en varias novelas como, Lola, érase una vez, Verano de Amor, entre otras. Fue la primera en integrarse al grupo EME15 y a Miss XV.
- Paulina Goto: es una actriz, cantante, modelo y compositora mexicana, nació en Monterrey pero su niñez y adolescencia trascurrieron en Tampico, Tamaulipas. Durante sus primeros años, se dedicó a la gimnasia rítmica. A los 17 años entró al Centro de Educación Artística (CEA) en México. Fue la segunda en integrarse al grupo EME15 y a Miss XV.
- Macarena Achaga. Nacida en Argentina, su carrera comenzó cuando empezó a modelar en la agencia de Pink Models Mangement a los 15 años para luego continuar con su agencia actual Multitalent Agency, conduciendo para MTV en el 2010. Macarena fue la última en integrarse al grupo EME15 y a la serie Miss XV.
- Eleazar Gómez; comenzó su carrera artística participando en comerciales desde los tres años. Es un actor y cantante mexicano conocido por sus papeles en Atrevete a soñar, Las tontas no van al cielo, Cuando me enamoro, etc. También ha participado en películas como La última batalla, Se equivocó la cigüeña, Mi querido viejo, entre otras. Se integró al elenco de Miss XV y al grupo EME15 a mediados del verano 2011, siendo su segunda participación musical, después del grupo "Los Rollers Gómez".
- Yago Muñoz; es un actor, guitarrista y cantante mexicano. Es sobrino de Pedro Damián, con quien trabajó en la serie Miss XV y el grupo EME 15 e hijo de Juan Carlos Muñoz.
- Jack Duarte; es un cantante y actor mexicano, es conocido por su papel de Tomas Goycolea en la telenovela juvenil Rebelde y por su papel en Velo de novia en el que era un miembro del grupo musical M5. Fue uno de los primeros en integrarse al grupo EME15 y a Miss XV.

## Antecedentes
Eme 15 estuvo integrado por los seis actores principales de la telenovela juvenil, Miss XV. Originalmente, la banda se formó con cinco actores, pero los productores realizaron una búsqueda de casting en julio de 2011 para encontrar un tercer miembro femenino. La presentadora de televisión y modelo argentina, Macarena Achaga, fue confirmada como la sexta integrante de la banda en agosto de 2011.

## Carrera musical

### 2011-2012: Inicios, álbum debut
La banda se presentó por primera vez en los Kids Choice Awards México 2011 en la Ciudad de México el 3 de septiembre de 2011, con su sencillo debut, «Wonderland». El sencillo fue grabado en la Ciudad de México en agosto de 2011 y producida por Pedro Damián. El video musical oficial fue filmado en octubre de 2011 en Las Pozas, en el parque surrealista Edward James en Xilitla, San Luis Potosí y se estrenó el 4 de abril de 2012 en cafedecamilo.com, el 9 de abril en Nickelodeon y el 24 de abril de 2012, la canción comenzó a descargarse por iTunes.
La producción del álbum debut de la banda comenzó en agosto de 2011 en la Ciudad de México. Las primeras apariciones de la banda para promocionar su álbum debut y su serie de televisión, Miss XV, fueron firmas de autógrafos y exhibiciones en tiendas de discos MIXUP y locales de radio en todo México a partir de la primavera de 2012. El álbum homónimo de la banda, Eme 15 fue lanzado para su descarga digital y edición física a nivel internacional el 26 de junio de 2012; se incluyó una pista adicional para las compras de iTunes México. El álbum incluye 12 canciones escritas por los compositores Carlos Lara, Lynda Thomas y Pedro Muñoz. El 12 de junio de 2012, «A mis quince» el tema central de Miss XV estaba disponible para su descarga digital en iTunes México, una semana después «Súper loca» y «Desde tu adiós» fueron puestos lanzadas digitalmente en iTunes en México como los sencillos promocionales finales del álbum debut de la banda. El álbum debutó en el número 2 en las listas mexicanas de álbumes Top 100, el 1 de julio de 2012. Alcanzó el número uno en México el 23 de julio de 2012 y fue certificado platino en México por ventas de 60,000 o más unidades. En 2012, el grupo se embarcó en una gira nacional con el tour «Wonderland», presentándose en lugares y firmando autógrafos, agotando 21 fechas en ciudades de México. El grupo ganó fama internacional tras el lanzamiento de su álbum debut. Debutaron su álbum, actuando en presentaciones más pequeñas y apareciendo en varios programas de radio y televisión en Colombia y Argentina en octubre de 2012. A principios de octubre de 2012, la banda filmó un video musical en la playa para su segundo sencillo, «Solamente tú» en Acapulco, México. El video se estrenó exclusivamente en el sitio web de MTV Latinoamérica el 29 de octubre de 2012. El sencillo estuvo disponible para descarga digital en iTunes para México el 9 de octubre de 2012.
Un relanzamiento de Eme 15 incluía cuatro versiones navideñas y dos demos inéditas. El álbum titulado Eme 15: Edición Navideña, fue lanzado en México para descarga física y digital el 13 de noviembre de 2012. A los 10 días de su lanzamiento, el álbum de relanzamiento navideño de la banda fue certificado oro en México por 30,000 ventas o más. A fines de 2012, el álbum debut de la banda había pasado un total de 27 semanas en las listas de los 100 mejores álbumes en México; se ubicó en el puesto 17 de 100 de los álbumes más vendidos en México en 2012.

### 2012-2013:Live: Zona preferentey primera gira de conciertos
Debido al éxito de la banda y de Miss XV, Paulina Goto y Natasha Dupeyrón fueron reveladas como coprotagonistas de la serie de televisión del productor Pedro Damián, titulada tentativamente, «Las Mejores Amigas: Best Friends Forever» el 24 de abril de 2013. Se esperaba que el programa incluyera canciones interpretadas por Eme 15 y se esperaba que se filmaran entre 80 y 100 episodios. Sin embargo, la producción nunca comenzó y el proyecto fue cancelado.
La banda recibió dos nominaciones a los premios Premios Oye! por Revelación en Español y Canción en Español por su sencillo Wonderland. La ceremonia de premiación se llevó a cabo el 16 de mayo de 2013, en Mazatlán, México.
El 18 de enero de 2013 se confirmó la llegada de un tercer trabajo discográfico, llamado Wonderland-Zona Preferente, su primer álbum en vivo. Para promocionar su disco en vivo, Wonderland-Zona Preferente, el grupo realizó varias apariciones en programas de televisión para presentar su sencillo, Diferente y concedió entrevistas radiales en México. En marzo de ese año se estrenó el videoclip «Diferente» por Telehit en la emisión La Neta News. El 30 de abril de 2013, la banda lanzó su primer álbum en vivo, Wonderland-Zona Preferente, un paquete combinado de CD y DVD de concierto. El álbum y el DVD se grabaron frente a una audiencia en vivo en la Ciudad de México en uno de los dos espectáculos realizados en el Auditorio Nacional el 27 de enero de 2013. La grabación también incluyó tres canciones nuevas, incluido el tercer sencillo oficial de la banda, «Diferente». El álbum debutó en el número 6 en las listas de álbumes mexicanos el 5 de mayo de 2013. El 6 de septiembre de 2013, el grupo emprendió una gira nacional en México para su álbum Wonderland-Zona Preferente. Realizaron su primer show en Mérida, México. Los espectáculos posteriores también incluyeron conciertos en Ciudad Victoria y Puebla, México. La banda realizó su primer concierto completo fuera de México en el famoso Teatro Gran Rex de Buenos Aires, Argentina, el 28 de abril de 2013.

### 2013-2014: Conciertos finales y separación
El grupo realizó su último concierto con los 6 miembros en la Ciudad de México el 8 de diciembre de 2013 en el Pepsi Center.
El 18 de diciembre de 2013, se anunció oficialmente a los fanáticos a través de la cuenta oficial de Twitter de la banda que la banda se separaría luego de su concierto final el 5 de enero de 2014 en la Mega Feria Imperial de Acapulco en Acapulco, México. Achaga no asistió al concierto final en Acapulco debido a compromisos previamente programados.

## Discografía
Álbumes de estudio
- 2012: EME15

Álbumes en vivo
- 2013: Wonderland-Zona Preferente

## Premios y nominaciones
| Año  | Premiación                        | Categoría                                    | Trabajo por nominación | Resultado |
| ---- | --------------------------------- | -------------------------------------------- | ---------------------- | --------- |
| 2012 | Kids Choice Awards México         | Grupo o Dúo Latino Favorito                  | Eme 15                 | Ganadores |
| 2012 | Premios 40 América Veracruz       | Mejor Artista o Grupo Revelación, Zona Norte | Eme 15                 | Nominados |
| 2013 | Kids Choice Awards Estados Unidos | Artista Latino Favorito                      | Eme 15                 | Nominados |
| 2013 | Premios Oye!                      | Revelación en Español                        | Eme 15                 | Nominados |
| 2013 | Premios Oye!                      | Canción en Español                           | Wonderland             | Nominados |
| 2013 | Kids Choice Awards México         | Grupo o Dúo Latino Favorito                  | Eme 15                 | Ganadores |
| 2013 | Kids Choice Awards Argentina      | Grupo o Dúo Latino Favorito                  | Eme 15                 | Nominados |